# Еліз Берджін
Еліз Берджін  (англ. Elise Burgin, нар. 5 березня 1962) — колишня американська тенісистка. 
Найвищу одиночну позицію світового рейтингу — 22 місце досягнула 31 грудня 1985, парну — 7 місце — 13 квітня 1987 року.
Завершила кар'єру 1993 року.

## Фінали Туру WTA

### Одиночний розряд 4 (1–3)
| Легенда           |   |
| Grand Slam        | 0 |
| WTA Championships | 0 |
| Tier I            | 0 |
| Tier II           | 0 |
| Tier III          | 0 |
| Tier IV & V       | 0 |

| Результат | Ранг | Дата            | Турнір                                | Покриття | Опонент             | Рахунок       |
| Поразка   | 1.   | 10 березня 1985 | Індіанаполіс, Індіяna, USA            | Тверде   | Кетлін Горват       | 2–6, 4–6      |
| Поразка   | 2.   | 3 травня 1985   | Х'юстон, Texas, USA                   | Ґрунт    | Мартіна Навратілова | 4–6, 1–6      |
| Перемога  | 3.   | 27 квітня 1986  | Айл-оф-Палмс (Південна Кароліна), USA | Ґрунт    | Тіна Шоєр-Ларсен    | 6–1, 6–3      |
| Поразка   | 4.   | 17 вересня 1989 | Фінікс, USA                           | Тверде   | Кончіта Мартінес    | 6–3, 4–6, 2–6 |

### Парний розряд 29 (11–18)
| Легенда           |   |
| Grand Slam        | 0 |
| WTA Championships | 0 |
| Tier I            | 0 |
| Tier II           | 0 |
| Tier III          | 0 |
| Tier IV & V       | 1 |

| Титули за покриттям |   |
| Тверде              | 6 |
| Ґрунт               | 2 |
| Трава               | 1 |
| Килим               | 2 |

| Результат | Ранг | Дата             | Турнір                                    | Покриття | Партнер             | Опоненти                                 | Рахунок       |
| Поразка   | 1.   | 11 серпня 1984   | US Open Clay Courts, USA                  | Ґрунт    | Joanne Russell      | Беверлі Моулд Пола Сміт                  | 2–6, 5–7      |
| Перемога  | 2.   | 10 березня 1985  | Індіанаполіс, Індіяna, USA                | Тверде   | Кетлін Горват       | Дженніфер Мундел Моллі Ван Ностранд      | 6–4, 6–1      |
| Поразка   | 3.   | 7 квітня 1985    | Сібрук-Айленд (Південна Кароліна), USA    | Ґрунт    | Лорі Макніл         | Світлана Чернєва Лариса Савченко-Нейланд | 1–6, 3–6      |
| Поразка   | 4.   | 28 квітня 1985   | Орландо, USA                              | Ґрунт    | Кетлін Горват       | Мартіна Навратілова Пем Шрайвер          | 3–6, 1–6      |
| Перемога  | 5.   | 3 травня 1985    | Х'юстон, Texas, USA                       | Ґрунт    | Мартіна Навратілова | Мануела Малеєва Гелена Сукова            | 6–1, 3–6, 6–3 |
| Поразка   | 6.   | 16 червня 1985   | Бірмінгем, England                        | Трава    | Алісія Молтон       | Террі Голледей Шерон Волш                | 4–6, 7–5, 3–6 |
| Поразка   | 7.   | 22 вересня 1985  | Chicago, Illinois, USA                    | Килим    | Joanne Russell      | Кеті Джордан Елізабет Смайлі             | 2–6, 2–6      |
| Поразка   | 8.   | 11 травня 1986   | Х'юстон, Texas, USA                       | Ґрунт    | Joanne Russell      | Кріс Еверт Венді Тернбулл                | 2–6, 4–6      |
| Перемога  | 9.   | 25 травня 1986   | Лугано, Швейцарія                         | Ґрунт    | Бетсі Нагелсен      | Дженні Бірн Джанін Тремеллінг            | 6–2, 6–3      |
| Перемога  | 10.  | 15 червня 1986   | Бірмінгем, England                        | Трава    | Розалін Феербенк    | Елізабет Смайлі Венді Тернбулл           | 6–2, 6–4      |
| Поразка   | 11.  | 3 серпня 1986    | Сан-Дієго, California, USA                | Тверде   | Розалін Феербенк    | Бет Герр Алісія Молтон                   | 7–5, 2–6, 4–6 |
| Перемога  | 12.  | 21 вересня 1986  | Eckerd Open, Florida, USA                 | Тверде   | Розалін Феербенк    | Джиджі Фернандес Кім Сендс               | 7–5, 6–2      |
| Поразка   | 13.  | 1 лютого 1987    | Tokyo Women's, Японія                     | Килим    | Пем Шрайвер         | Клаудія Коде-Кільш Гелена Сукова         | 1–6, 6–7      |
| Поразка   | 14.  | 22 березня 1987  | Даллас, Texas, USA                        | Килим    | Робін Вайт          | Мері-Лу Деніелс Енн Вайт                 | 5–7, 3–6      |
| Перемога  | 15.  | 29 березня 1987  | Washington, D.C., USA                     | Килим    | Пем Шрайвер         | Зіна Гаррісон Лорі Макніл                | 6–1, 3–6, 6–4 |
| Поразка   | 16.  | 3 травня 1987    | Тампа, Florida, USA                       | Ґрунт    | Розалін Феербенк    | Кріс Еверт Венді Тернбулл                | 4–6, 3–6      |
| Поразка   | 17.  | 9 серпня 1987    | Southern California Open, California, USA | Тверде   | Шерон Волш          | Яна Новотна Катрін Сюїр                  | 3–6, 4–6      |
| Перемога  | 18.  | 8 листопада 1987 | Вустер (Массачусетс), Massachusetts, USA  | Килим    | Розалін Феербенк    | Беттіна Бюнге Ева Пфафф                  | 6–4, 6–4      |
| Перемога  | 18.  | 18 вересня 1988  | Фінікс, USA                               | Тверде   | Розалін Феербенк    | Бет Герр Террі Фелпс                     | 6–7, 7–6, 7–6 |
| Перемога  | 19.  | 23 жовтня 1988   | Нашвілл, Tennessee, USA                   | Тверде   | Розалін Феербенк    | Дженні Бірн Джанін Тремеллінг            | 5–7, 7–6, 4–6 |
| Поразка   | 20.  | 5 березня 1989   | Оклагома-Сіті, Oklahoma, USA              | Тверде   | Елізабет Смайлі     | Лорі Макніл Бетсі Нагелсен               | W/O           |
| Поразка   | 21.  | 23 квітня 1989   | Тампа, Florida, USA                       | Ґрунт    | Розалін Феербенк    | Бренда Шульц-Маккарті Андреа Темешварі   | 6–7, 4–6      |
| Перемога  | 22.  | 6 серпня 1989    | Southern California Open, California, USA | Тверде   | Розалін Феербенк    | Гретхен Магерс Робін Вайт                | 4–6, 6–3, 6–3 |
| Поразка   | 23.  | 17 вересня 1989  | Фінікс, USA                               | Тверде   | Розалін Феербенк    | Пенні Барг Марін Луї-Гарпер              | 6–7, 6–7      |
| Поразка   | 24.  | 24 вересня 1989  | Даллас, Texas, USA                        | Килим    | Розалін Феербенк    | Мері Джо Фернандес Бетсі Нагелсен        | 6–7, 3–6      |
| Поразка   | 25.  | 5 листопада 1989 | Вустер (Массачусетс), Massachusetts, USA  | Килим    | Розалін Феербенк    | Мартіна Навратілова Пем Шрайвер          | 4–6, 6–4, 4–6 |
| Поразка   | 26.  | 11 березня 1990  | Бока-Ратон, Florida, USA                  | Тверде   | Венді Тернбулл      | Яна Новотна Гелена Сукова                | 4–6, 2–6      |
| Поразка   | 27.  | 27 травня 1990   | WTA Swiss Open, Швейцарія                 | Ґрунт    | Бетсі Нагелсен      | Луїс Філд Діанне Ван Ренсбург            | 7–5, 6–7, 5–7 |
| Поразка   | 28.  | 12 серпня 1990   | Сан-Дієго, California, USA                | Тверде   | Розалін Феербенк    | Патті Фендік Зіна Гаррісон               | 4–6, 6–7      |
| Перемога  | 29.  | 21 жовтня 1990   | Скоттсдейл, Arizona, USA                  | Тверде   | Гелен Келесі        | Сенді Коллінз Ронні Рейс                 | 6–4, 6–2      |